# Catocala styx
Catocala styx är en fjärilsart som beskrevs av Vincenz Kollar 1905. Catocala styx ingår i släktet Catocala och familjen nattflyn. Inga underarter finns listade i Catalogue of Life.